# Brassica oleracea var. medullosa
La col de meollo, col medular o col meollosa, (Brassica oleracea var. medullosa Thell.) es una de las muchas variedades de Brassica oleracea, una planta de la familia de las crucíferas.

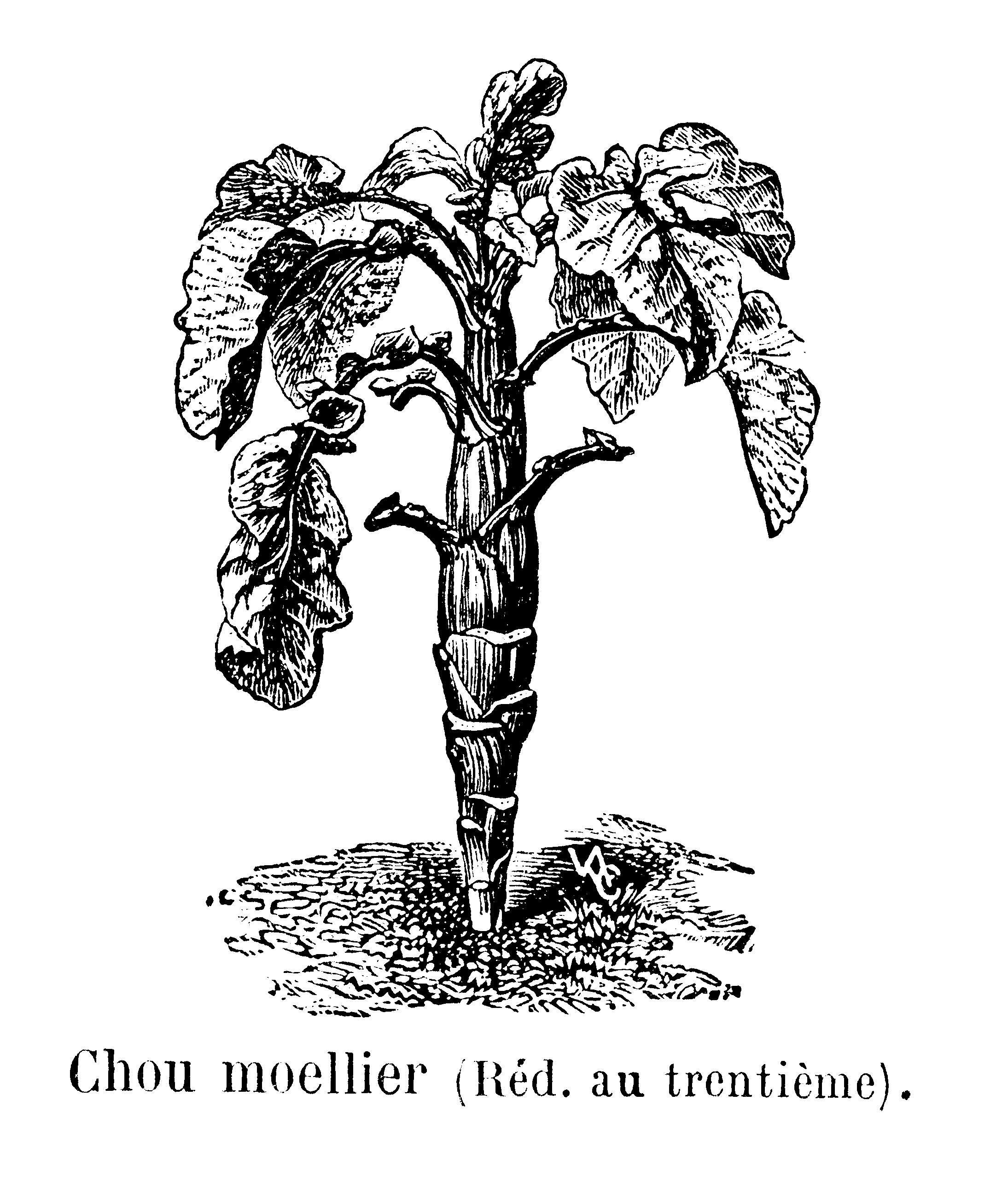
Col de meollo o chou moellier en francese.

La col de meollo, que tiene un tallo grueso, hojas grandes y anchas, es muy apreciada como forrajera. Es muy sensible a los hielos.